# Гамалія Михайло Леонтійович
Гамалія Михайло Леонтійович (1749, село Круподеринці Яблунівської сотні Лубенського полку, тепер Оржицького району Полтавської області — 1830, місце смерті невідоме) — лікар, статський радник. Дід мікробіолога М. Ф. Гамалії.

## Життєпис
Освіту здобув у Києво-Могилянській академії, навчався також при Санкт-Петербурзькому та Московському генеральному сухопутному госпіталях.
Службу розпочав 1769 року. Працював військовим лікарем, згодом хірургом і акушером на Уралі.
1792 року — штаб-лікар у Пермі й Оханську, оператор Пермської лікарської управи.
Наприкінці життя — інспектор Гульської лікарської управи.
Мав чин статського радника.
Нагороджений орденом св. Володимира IV ст. (1827).
1792 року опублікував першу в Росії монографію про сибірку, яку тоді ж перекладено німецькою мовою.
Залишив цікаву рукописну спадщину.
Володів будинками в місті Тула, маєтками в с. Красовка та Малі Плоти Єфремівського повіту Тульської губернії.
Дружина Надія Федорівна (дошлюбне прізвище невідоме).